# ادای دین
ادای دین (انگلیسی: Homage) در هنر، نوعی تقدیم احترام به اثر یا هنرمندی دیگر است که گاه با اشاره مستقیم و گاه به شکلی ظریف‌تر به کار گرفته می‌شود. ادای دین معمولاً در قالب ارجاع‌دهی یا تقلید از آثار هنرمند دیگر رخ می‌دهد که در این حالت به آن «ادای دین فرانسوی» می‌گویند.